# Почвоведение (журнал)
Почвоведение — российский научный журнал по почвоведению, публикующий статьи по всем темам касающимся изучения почв. Журнал освещает новости, публикации и состояние дел в обществах почвоведов, а также вопросы истории почвоведения.
- Наименование англоязычной версии журнала Почвоведение: Eurasian Soil Science[1].
- Журнал Российской академии наук.
- Подписной индекс: 70701

## История
Журнал был создан по инициативе В. В. Докучаева его учениками, он сыграл особую роль в распространении идей Докучаевской школы почвоведения в России и за рубежом. Он стал первым в мире изданием, всесторонне освещающим все проблемы почвоведения.
Решение об издании журнала «Почвоведение» (рус. дореф. почвовѣдѣніе) было принято 16 декабря 1898 года. Почвенная комиссия (основана в 1888 году) Императорского Вольного экономического общества (ИВЭО) рассмотрела сообщение об ассигновании Первым отделением ИВЭО 600 рублей на издание журнала и обсудила его организацию.
Был избран первый редактор журнала — П. В. Отоцкий, и редакционный комитет для заведования отделами журнала в составе: Н. П. Адамова, П. Ф. Баракова, Н. А. Богословского, К. Д. Глинки, П. А. Замятченского, Д. О. Ивановского, П. С. Коссовича, Н. М. Сибирцева, Г. И. Танфильева и А. Р. Ферхмина.
В 1899 году в Санкт-Петербурге вышел первый номер журнала, как периодическое издание Почвенной комиссии. Первая книжка журнала была отпечатана в конце февраля, но задержана Главным управлением по делам печати из-за того, что министром внутренних дел не были утверждены ни программа журнала, ни его редактор. Вольное экономическое общество предложило для ускорения дела издавать журнал под заглавием «Труды ИВЭО, Отдел почвоведения». Однако П. В. Отоцкий настоял на том, чтобы Комиссия не приняла этого предложения и было постановлено дождаться утверждения журнала Министерством внутренних дел. Оно последовало в том же году, и журнал с первого дня начал выходить под названием «Почвоведение».
На Второй Международной конференции почвоведов (Стокгольм, 1910) было принято решение о преобразовании журнала в международный орган и его издании на двух языках: русском и одном из западно-европейских (французском, немецком или английском).
С 1917 по 1924 года журнал не выходил, так как П. В. Отоцкий уехал в научную командировку в Швецию для сбора материала по проблеме «Лес и грунтовые воды» и не вернулся после революции.
В 1923 году на Первый Всесоюзный съезд почвоведов принял решение о возобновлении издания журнала. Редактором новой серии журнала был избран А. А. Ярилов, в редакционный совет вошли: В. В. Геммерлинг, К. Д. Глинка, Н. А. Димо, А. А. Красюк, С. С. Неуструев, А. Н. Соколовский и М. М. Филатов.
В 1927 году на 4 Всесоюзном съезде почвоведов советским почвоведам было разрешено войти в Международную ассоциацию почвоведов (МАП). Советская секция МАП, которая приняла постановление об издании журнала с 1928 года на русском и одном из иностранных языков (английском, немецком или французском).
В 1939 году журнал был передан в АН СССР и стал академическим изданием.

### Редакция
Периодичность печати журнала
(номеров/книг в год):
- 1899—1917 — 4
- 1924—1930 — 6 (новая серия)
- 1930—1936 — 6
- 1937—1946 — 7/12
- с 1946 — 12 (или ежемесячно)

Главные/ответственные редакторы
- 1898—1917 — Отоцкий, Павел Владимирович
- 1923—1937 — Ярилов, Арсений Арсеньевич (новая серия)
- 1937—1939 — В. Р. Вильямс, Д. Г. Виленский и А. А. Ярилов
- 1940—1952 — Прасолов, Леонид Иванович
- 1953—1962 — Тюрин, Иван Владимирович[5]
- 1963—1976 — Пейве, Ян Вольдемарович
- 1976—1978 — и. о. Зонн, Сергей Владимирович
- 1978—1987 — Волобуев, Владимир Родионович
- 1987—1988 — и. о. С. В. Зонн
- 1988—2013 — Добровольский, Глеб Всеволодович
- с 2013 — Шоба, Сергей Алексеевич